# Capodimonte (porcelana)

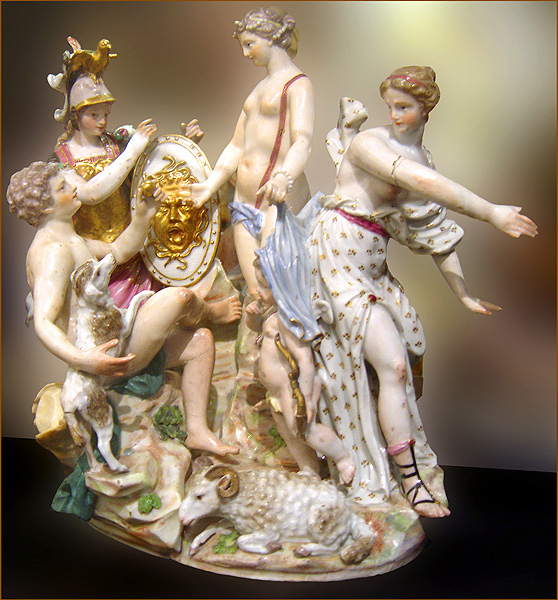
Figurka porcelanowa Capodimonte, przedstawiająca sąd Parysa

Capodimonte – włoska manufaktura porcelany, założona w 1743 przez króla Karola IV z inicjatywy jego żony, księżniczki Marii Amalii.
Budynek wytwórni wzniesiono w parku rezydencji królewskiej w Capodimonte. Pracowało w niej 18 wykwalifikowanych pracowników, których praca podzielona była na 6 etapów: pozyskiwanie masy, modelowanie, rzeźbienie, wypalanie, powlekanie. Doradcami technicznymi manufaktury byli Livio Ottavio Schepers oraz Giovanni Castelli. Głównym modelarzem był florencki artysta Giuseppe Grippi (zm. 1770).
Manufaktura wytwarzała naczynia stołowe, serwisy do kawy i herbaty, przedmioty dekoracyjne (np. wazony). Motywy dekoracyjne obejmowały pejzaże, owoce, kwiaty czy sceny wojenne. Ceramika Capodimonte formą wzorowana była na porcelanie miśnieńskiej. Do dekoracji używano natomiast charakterystycznej i pracochłonnej techniki punktowania – detale malowano poprzez nakładanie kropek farby końcówką pędzla.
Ich najpopularniejszym wyrobem były figurki, przedstawiające rozmaite sceny zaczerpnięte z Biblii, mitologii, literatury lub po prostu sceny świeckie. Postacie mogły być pomalowane w pastelowe barwy lub bezbarwne. Ich charakterystyczną cechą były nieproporcjonalnie małe głowy. Inicjatorem stworzenia figurek był Grippi.

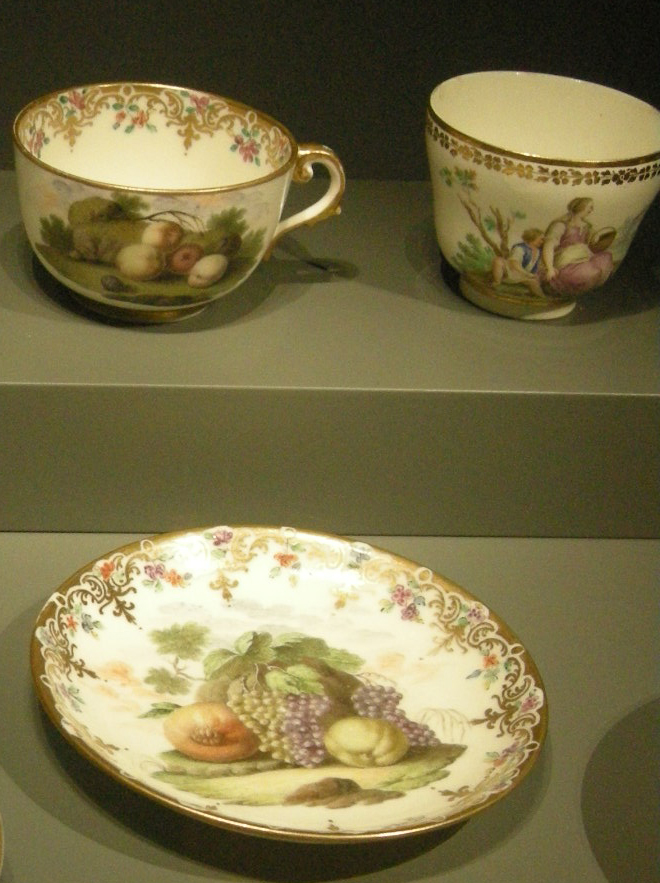
Naczynia z Capodimonte

W 1759 roku Karol odziedziczył tron Hiszpanii i przeniósł się do Madrytu. Zlikwidował fabrykę w Capodimonte, a jej wyposażenie i pracowników przeniósł do Buen Retiro, gdzie kontynuowano wytwarzanie porcelany. Początkowo wyroby Buen Retiro, obejmujące głównie figurki (postacie świętych i pasterzy) były podobnego wyglądu i jakości jak te z Capodimonte, z czasem jednak Buen Retiro zaczęło korzystać z gorszej jakości, nie importowanej z Włoch, porcelany, co odbiło się na wyglądzie produktów. Fabryka w Buen Retiro działała do 1808 roku.